# Кошница (филм)
Кошница (алб. Zgjoi) српски је филм на албанском језику из 2021. године, у режији и по сценарију Блерте Башоли. Главне улоге глуме Илка Гаши, Чун Лајчи и Аурита Агуши. Премијерно је приказан 31. јануара 2021. на Филмском фестивалу Санденс, а постао је први филм у историји овог фестивала који је освојио све три главне награде. Био је косовски представник за најбољи међународни филм на 94. додели Оскара.

## Радња
Филм се темељи на истинитој причи о Фахрије, жени која се противи мизогиним друштвеним очекивањима, у жељи постане предузетница након што јој је муж нестао током рата на Косову и Метохији. Почиње да продаје свој ајвар и мед, а за то време регрутује друге жене.

## Улоге
| Глумац          | Улога   |
| --------------- | ------- |
| Илка Гаши       | Фахрије |
| Чун Лајчи       | Хаџи    |
| Аурита Агуши    | Замира  |
| Кумрије Хоџа    | Назмије |
| Адријана Матоши | Луме    |
| Молике Маџуни   | Емине   |
| Блета Исмаили   | Едона   |